# São Paulo Challenger 1995
Il São Paulo Challenger 1995 è stato un torneo di tennis facente parte della categoria ATP Challenger Series nell'ambito dell'ATP Challenger Series 1995. Il torneo si è giocato a San Paolo in Brasile dal 24 al 30 luglio 1995 su campi in cemento.

## Vincitori

### Singolare
Jean-Philippe Fleurian ha battuto in finale  Vincenzo Santopadre con il punteggio di 7–6, 6–3

### Doppio
Lucas Arnold Ker /  Patricio Arnold hanno battuto in finale  Otavio Della /  Marcelo Saliola con il punteggio di 6–2, 4–6, 6–1